# Michael Bouteiller

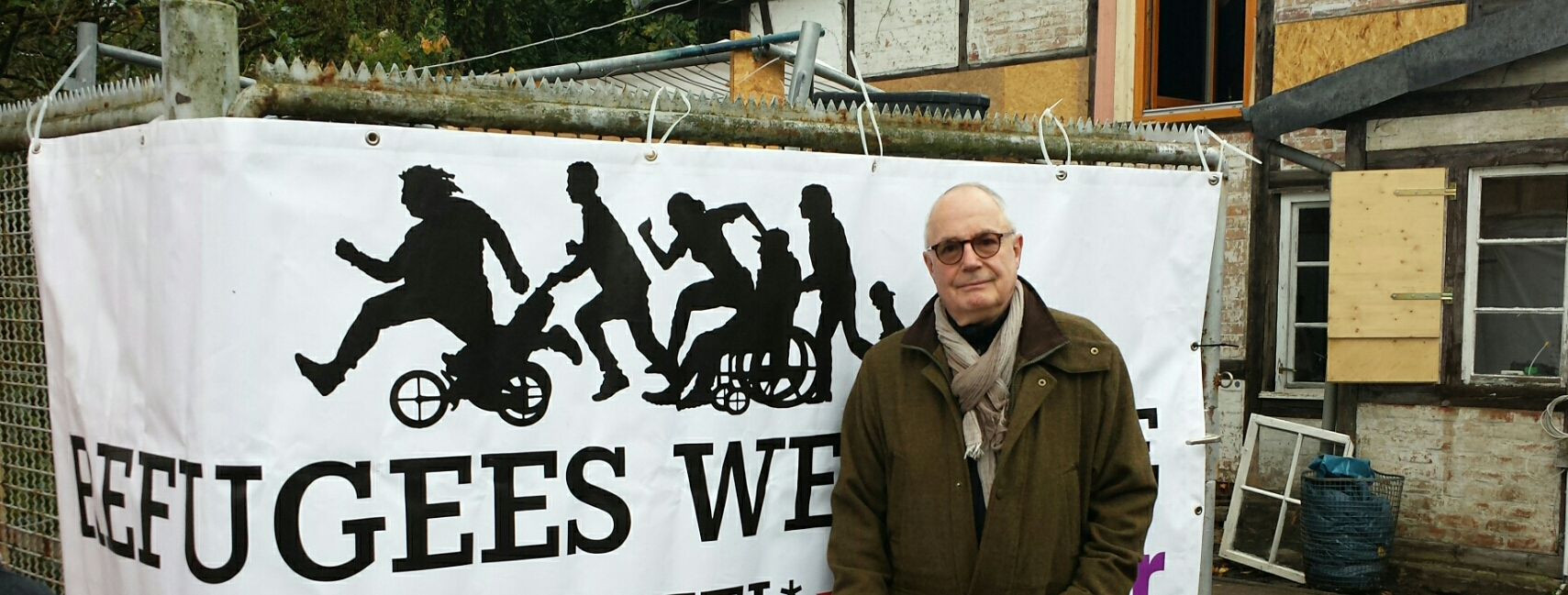
Michael Bouteiller (2015 am Eingang zum selbstverwalteten autonomen Kulturzentrum „Walli“ auf der Lübecker Wallhalbinsel)

Michael Bouteiller (* 29. Oktober 1943 in Offenburg) ist ein deutscher Politiker (SPD). Er war von 1988 bis 2000 Bürgermeister der Hansestadt Lübeck.

## Leben
Michael Bouteiller ist der Sohn von Else Bouteiller, geb. Momberger (1903–1987) und dem Bergwerksbesitzer, Erz- und Flussspathändler Heinz Bouteiller (1901–1988) Er besuchte von 1950 bis 1954 die Grundschule und danach bis 1960 das Progymnasium in Oberkirch, wo Rosemarie Tietze und Klaus Steng (Klaus Maria Brandauer) zu seinen Mitschülern gehörten. Das Abitur legte er am Schiller-Gymnasium in Offenburg ab. Den Grundwehrdienst leistete er in Immendingen und – nach dem Fahnenjunker-Lehrgang bei der Technischen Truppe in Sonthofen – in Ellwangen. Er studierte Rechtswissenschaften an der Ruprecht-Karls-Universität Heidelberg und der Albert-Ludwigs-Universität Freiburg. Anschließend war er wissenschaftlicher Assistent an der Universität Bielefeld. Als Vertreter der Assistenten der juristischen Fakultät war er Mitglied im Senat und trug zum Erhalt des später unter Denkmalschutz gestellten Chile-Bildes in der Halle der Universität bei. Am Verwaltungsgericht Minden arbeitete er als Richter und gründete dort die ÖTV-Vertretung der Verwaltungsrichter.
In Bielefeld setzte Bouteiller sich gegen Berufsverbote, die Stationierung von Atomwaffen und das Neonazi-Zentrum Bleichstraße 143 ein, engagierte sich in der Arbeit mit Migranten und gründete im Jahr 1981 zusammen mit Emmanouel Vichos und Mehmet Kilicgedih das Internationale Begegnungszentrum (IBZ) Friedenshaus e.V. Als Vorsitzender der Bielefelder Arbeitsgemeinschaft Sozialdemokratischer Juristen (ASJ) setzte er sich gegen die damalige Volkszählung ein.
Von 1985 bis 1987 leitete er das Wasserschutzamt Bielefeld, das unter anderem mit der Sanierung der bebauten Mülldeponie in Brake beauftragt war. Seine Nachfolgerin von 1988 bis 1992 wurde die spätere Verfassungsrichterin Gertrude Lübbe-Wolff. Im Jahr 1988 wurde Bouteiller von der Lübecker Bürgerschaft als Kandidat der SPD zum Bürgermeister von Lübeck gewählt und trat die Nachfolge von Robert Knüppel (CDU) an. Bouteiller war der letzte Bürgermeister Lübecks, der in indirekter Wahl gewählt wurde.
Zu seinem Dienstantritt lud er den Obdachlosen Werner Schöntaube zum Spargelessen ein. Er hatte ihn im Herbst 1987 unter der Lübecker Wallbrechtbrücke getroffen und versprochen, ihn einzuladen, wenn er Bürgermeister würde. Was dieser mit den Worten quittierte, „wenn Du Bürgermeister von Lübeck wirst, werde ich Kaiser von China“. Er wurde  1991 unter der Moltkebrücke von einem Waffennarr erschossen. Am 17. Mai 1988 forderte Bouteiller in seinen Grußworten das Atomforum bei seiner Jahrestagung in Travemünde auf, die zivile Nutzung von Atomstrom zu unterlassen.
Ab 1988 standen die Sanierung des kontaminierten Geländes des Hochofenwerks in Lübeck-Kücknitz, die internationalen Mülltransporte auf die Deponie Schönberg und die Atommülltransporte über den Lübecker Hafen nach Skandinavien auf der Tagesordnung. Nach der Wende und friedlichen Revolution in der DDR 1989 bestimmten die Auswirkungen das Geschehen in Lübeck, der Stadt mit der längsten Grenze zur DDR.
Bouteiller begann die Reform der Stadtverwaltung (Strukturreform) und als Aufsichtsratsvorsitzender der Lübecker Hafengesellschaft (LHG) deren Neuorganisation.  Weitere Schwerpunkte waren die Arbeit für Migranten und Obdachlose. Auf dem Höhepunkt der Fremdenfeindlichkeit in Deutschland, Anfang der 1990er Jahre, als andere Städte einen Aufnahmestopp für Asylbewerber forderten, richtete er den „Runden Tisch Obdachlosigkeit“ ein, der in Lübeck die dezentrale Unterbringung und Hilfe für Deutsche und Asylbewerber organisierte. Nach dem Brandanschlag auf die Lübecker Synagoge 1994 schuf er zusammen mit der Hamburger Jüdischen Gemeinde den „Runden Tisch für unsere Synagoge“ zur Abwehr von antisemitischen, rassistischen Übergriffen und zur Erinnerungsarbeit.
Im Jahr 1993 eskalierte der innerparteiliche Konflikt zwischen Bouteiller einerseits sowie dem SPD-Fraktionsvorstand und den SPD-Senatsmitgliedern andererseits so sehr, dass diese den am 3. Mai 1993 als schleswig-holsteinischen Ministerpräsidenten zurückgetretenen Björn Engholm brieflich aufforderten, nach Ablauf der ersten Wahlperiode Bouteillers im Jahr 1994 für das Bürgermeisteramt zu kandidieren. Auf einer Sitzung des Kreisausschusses der Lübecker SPD kam es zur Abstimmung über die Kandidatur Engholms, die Bouteiller gewann.
Auch mit den Chefredakteuren der örtlichen Tageszeitung Lübecker Nachrichten, Klaus J. Groth (1985–1993) und Thomas Lubowski (1993–1998), kam es zu heftigen Auseinandersetzungen über Fragen der Verkehrspolitik, kommunalen Wirtschaftspolitik und Stadtgestaltung, die Herausgabe eines städtischen Mitteilungsblattes („Stadtzeitung“) sowie den Umgang mit den Lübecker Brandanschlägen.
In den Jahren 1994 bis 1997 ereigneten sich vier Brandanschläge in Lübeck: 1994 und 1995 kam es erstmals nach 1945 in Deutschland zu Brandanschlägen auf eine Synagoge. 1996 brannte die Asylbewerberunterkunft in der Hafenstraße. 1997 brannte die katholische St.-Vicelin-Kirche vollständig aus. Im Zusammenhang mit dem Lübecker Brandanschlag im Januar 1996 auf eine Asylbewerberunterkunft in der Hafenstraße wurde Bouteiller bundesweit bekannt, als er vor laufenden Fernsehkameras weinte. Er forderte: „Wir müssen die Gemeinschaftsunterkünfte auflösen, das unmenschliche Asylgesetz ändern, zivilen Ungehorsam leisten, um die Menschen vor Abschiebung zu schützen“. Die CDU warf ihm daraufhin einen „Betroffenheitskult“ vor. Bouteiller stellte Überlebenden des Anschlags Reisedokumente aus, damit sie an der Beisetzung ihrer Angehörigen im Libanon beziehungsweise in Zaire teilnehmen und anschließend wieder nach Deutschland zurückkehren konnten. Er ermöglichte unter Umgehung des bestehenden Asylrechts die Unterbringung von Asylsuchenden außerhalb von Sammelunterkünften und rief zum Zivilen Ungehorsam zum Schutz von Flüchtlingen auf.
Für dieses Verhalten kritisierte ihn sein Parteikollege Ekkehard Wienholtz, der damalige Innenminister Schleswig-Holsteins. Er forderte Bouteillers Rücktritt, weil dieser seine Kompetenzen überschritten habe. Für das Ausstellen der Personaldokumente verhängte das Schleswig-Holsteinische Innenministerium im Dezember 1996 eine Disziplinarstrafe in Höhe von 6000 Mark gegen Bouteiller, gegen die er Widerspruch einlegte. Die deutsche Sektion der IPPNW verlieh ihm dafür 1996 die Clara-Immerwahr-Auszeichnung.
Bei der ersten Direktwahl des Lübecker Bürgermeisters im Jahr 2000 kandidierte Bouteiller nicht mehr. Sein Nachfolger wurde Bernd Saxe (SPD). Bouteiller trat Ende 2001 als Reaktion auf die neoliberale Wende der SPD unter Gerhard Schröder aus der Partei aus. Bouteiller arbeitet seit 2000 als Rechtsanwalt und Autor. Er war von 2002 bis 2007 Konfliktmoderator und Coach im Dortmunder Institut für Kommunikation und Umwelt.

## Werke
- Persönliche Website